# 芦苇属
芦苇属（学名：Phragmites）是禾本科中蘆竹亞科(Arundinoideae)的一个属，为多年生、粗壮草本植物。
芦苇属共4种，广布于全球的温带、亚热带及热带地区。

## 下属物种
- 芦苇 Phragmites australis (Cav.) Trin. ex Steud.
- 日本苇 Phragmites japonica Steud.
- 卡开芦 Phragmites karka (Retz.) Trin. ex Steud.
- 毛里塔尼亚芦 Phragmites mauritianus Kunth[3]